# Scelotes inornatus
Scelotes inornatus — вид сцинкоподібних ящірок родини сцинкових (Scincidae). Ендемік Південно-Африканської Республіки.

## Поширення і екологія
Scelotes inornatus мешкають на узбережжі провінції Квазулу-Наталь на південь від Дурбана.. Вони живуть в прибережних лісах, на висоті до 70 м над рівнем моря, не далі, ніж за 4 км віж узбережжя.

## Збереження
МСОП класифікує цей вид як такий, що перебуває на межі зникнення. Scelotes inornatus загрожує знищення природного середовища.